# Argosari (Senduro)
Argosari is een bestuurslaag in het regentschap Lumajang van de provincie Oost-Java, Indonesië. Argosari telt 3397 inwoners (volkstelling 2010).